# Потопете Бисмарк!
„Потопете Бисмарк!“ е черно-бял британски военен филм от 1960 г., създаден по книгата „The Last Nine Days of the Bismarck“ на писателя Сесил Форестър, и пресъздаващ действителните събития по опитите на Кралския военноморски флот да открие и потопи известния германски линеен кораб по времето на Втората световна война. Режисьор на филма е Люис Джилбърт и в него участват Кенет Мор и Дейна Уинтър. Продукцията вдъхновява по-късно Джони Хортън да напише песента „Sink the Bismarck“.

## Сюжет
Внимание:  Текстът по-долу разкрива сюжета на произведението (или части от него)!
Действието на филма започва през 1939 г., с действителни кадри от спускането на вода на най-големия и мощен германски боен кораб – Бисмарк, на голяма церемония в Хамбург, с присъствието на Адолф Хитлер. Спускането на вода на корпуса на кораба, който е завършен по-късно, се възприема като начало на нова ера на немската военноморска мощ.
Две години по-късно, през 1941 г., пътищата на британските конвои са опустошавани от атаките на подводници и надводни кораби, които имат за цел да прекъснат жизненоважните доставки, от които Великобритания се нуждае, за да продължи войната срещу Германия. През май, британското разузнаване открива, че „Бисмарк“ и тежкия крайцер „Принц Ойген“ се опитват да направят пробив в Северния Атлантик за нападения над конвои.
Човекът, отговорен за съгласуването на преследването на „Бисмарк“ е новия ръководител на отдел „Операции“ на Адмиралтейството, капитан Джонатан Шепърд (в ролята – Кенет Мор), който е силно ожесточен от загубата на съпругата си по време на немско въздушно нападение, а по-късно и от загубата на кораба си, потопен от немски крайцери под командването на адмирал Гюнтер Лютиенс (Карел Степанек). След като получава новия си пост, Шепърд открива, че неговата цел на възмездие, Лютиенс, е назначен за командир на борда на „Бисмарк“. Опитът на Шепърд в схватките с военноморските сили на нацистка Германия и разбирането му на начина на мислене на Лютиенс му позволяват да предвиди решенията на екипажа на линейния кораб.
Първоначално Шепърд е агресивно настроен към подчинените си, но бързо започва все повече да разчита на хладнокръвието и уменията на помощника си, втори офицер (звание, отговарящо на лейтенант) от WRNS (Женската служба към Кралския военноморски флот) Ан Дейвис, чиято роля е изиграна от Дейна Уинтър, за планиране на операцията срещу „Бисмарк“.
В същото време, камерата се прехвърля на борда на германския кораб, където се фокусира върху действията на Лютиенс, който, също като Шепърд, е един ожесточен от войната човек. След поражението на Германия в Първата световна война, той се възприема като неполучил признание за усилията си. Лютиенс сравнява ситуацията си с тази след войната тогава и обещава на капитана на  „Бисмарк“, Ернст Линдеман (в ролята – Карл Монър), че този път той, Линдеман и Германия ще бъдат величаво запомнени след тази война.
Филмът продължава с пресъздаването на лова на германския кораб, включително и потопяването на линейния крайцер „Худ“. Кулминацията е при окончателното унищожаване на „Бисмарк“ от няколко британски кораба, и Лютиенс в неговия последен момент на пълна липса на вяра, самоизмамно настоявайки пред Линдеман, че немските сили ще пристигнат навреме, за да ги спасят.
След потопяването на германския линеен кораб, Шепърд е емоционално освободен и с нови сили от преживяването и моли Дейвис да стане негов личен помощник.

## Участници
- Кенет Мор – капитан Джонатан Шепърд
- Карл Монър – капитан Ернст Линдеман
- Дейна Уинтър – втори офицер Ан Дейвис
- Лоурънс Нейсмит – Първи морски лорд сър Дъдли Паунд
- Карел Степанек – адмирал Гюнтер Лютиенс
- Морис Дънъм – командир Ричардс
- Марк Дигнъм – капитан на „Арк роял“
- Майкъл Гуудлиф – капитан Банистър
- Джак Гуилим – капитан на линейния кораб „Крал Джордж V“
- Езмънд Найт – капитан на линейния кораб „Уелски принц“. Найт действително е служил като артилерийски офицер на борда на кораба, и е бил сериозно ранен в битката с „Бисмарк“.
- Едуард Мъроу – самият себе си. За филма, Мъроу пресъздава някои от военновременните си предавания за CBS.
- Сър Майкъл Хордърн – адмирал Джон Тови, главнокомандващ на флота.

## Исторически неточности
Във филма, немският адмирал Лютиенс е описван като уверен, отмъстителен, еготичен и страстен нацист който се чувства пренебрегнат от липсата на признание за себе си и Германия след края на Първата световна война. Тази характеристика е напълно измислена и има за цел да направи от адмирала главния злодей на филма. В действителност, той е противоположна на това описание личност – Лютиенс е песимист за шансовете за успех на мисията на „Бисмарк“, а също така, публично протестира пред адмирал Ерих Редер против жестокостта на нацистките антисемитски престъпления по време на Кристалната нощ.
Филмът също така греши в поредицата от събития на борда на „Бисмарк“, като показва Лютиенс да дава заповед на капитан Линдеман да открие огън по „Худ“ и „Уелски принц“. В действителност, адмиралът нарежда на Линдеман да избягва схватка с „Худ“; капитанът не се е подчинява и на свой ред заповядва на артилеристите да открият огън по британските кораби.
Важно е също, че филмът представя неточно движението на „Худ“ и „Уелски принц“ по време на началото на битката. Филмът показва заповед за обръщане, позволяваща на „Худ“, и вероятно на „Уелски принц“, да стрелят с всички оръдия от едната си страна по немския кораб. В действителност, британците искат първо да скъсят разстоянието, като по този начин стрелят само с предните си кули, обезсилвайки предимството в огневата си мощ, докато през това време „Бисмарк“ стреля с всичките си оръдия. Едва в последните си моменти „Худ“ започва да извършва завой, за да използва цялата си артилерия срещу „Бисмарк“. Въпреки това, немският кораб успява да уцели директно „Худ“, който експлодира. Този тактически боен ред често е била поставян под въпрос и цитиран като възможна причина за поражението на британците – въпрос, който филма просто заобикаля.
Продукцията също не отбелязва, че „Худ“ в началото на схватката открива стрелба по грешния кораб, влизайки в бой с тежкия крайцер „Принц Ойген“ с убеждението, че това е „Бисмарк“. Също така е показано, че „Худ“ стреля от левия си борд, а „Бисмарк“ – от десния, а в действителност е било точно обратно.
Филмът съдържа сцени на борда на германския кораб, където Лютиенс размишлява върху следващите ходове на „Бисмарк“, след като бъдат направени очакваните ремонти в Брест, като обмисля възможността двата немски линейни крайцера базирани там, „Гнайзенау“ и „Шарнхорст“, да излязат в открито море заедно с линейния кораб. Няма доказателства за подобна дискусия, въпреки че идеята „Бисмарк“ да отплава с двата линейни крайцера от Брест за нападения над флота на съюзниците в Атлантическия океан щеше да е възможна, ако „Бисмарк“ бе достигнал пристанището. Тази концепция не е оригинална идея на Лютиенс обаче, и вече е била предложена от немския военноморски щаб преди битката, но по-късно е изоставена поради сериозните ремонти, от които се нуждаят двата немски линейни крайцера, необходими заради щетите, нанесени им по време на въздушно нападение.
Друга грешка е направена при пресъздаването на схватката между британските миноносци и „Бисмарк“. Филмовото описание показва три британски попадения на торпеда, докато „Солент“ е уцелен и унищожен от „Бисмарк“. Това всъщност не се е случило. Не е имало миноносец „Солент“, и със сигурност нито един британски кораб не се е приближил по-близо от дистанция 4000 ярда, както е показано във филма (макар че в последната част от битката миноносци се приближават близо до тази граница и изстрелват торпеда, но по това време „Бисмарк“ не е стрелял от почти два часа). Кралските военноморски сили наистина губят миноносец при операциите – на 28 май „Машона“ е потопен от Луфтвафе. Миноносците, които атакуват германския кораб са „Казак“, „Маори“, „Сикх“ и „Зулу“.
В действителност, Кралският военноморски флот прави неуспешен опит за торпедна атака, но не уцелва мишената. В отговор, „Бисмарк“ нанася незначителни щети на британските миноносци. На борда на „Зулу“, един младши лейтенант в артилерийската контролна кула губи ръката си от метални парчета, когато снаряд пада на бака на кораба, но не се взривява. Радиоантената на „Казак“ също е отнесена от снаряд..
Също така, сцените с нападенията на бипланите-торпедоносци „Суордфиш“ във филма, показват как няколко от самолетите са свалени. В самото събитие, нито един „Суордфиш“ не е свален от зенитната артилерия на „Бисмарк“. Все пак, след нападението на самолетите на „Викториъс“, на самолетоносача в действителност не успяват да се завърнат два биплана, и три пилота са извадени с гумена лодка от водата.
В продукцията зенитната артилерия на „Бисмарк“ е от британски двупаундови скорострелни оръдия.
Филмът не показва и спорните подробности какво се е случило веднага след като „Бисмарк“ е потопен, включително и бързото потегляне на „Дорсетшър“ след спасяването само на 110 оцелели. Екипажът на миноносеца изпитва съмнения, че в района има немска подводница и капитана на кораба прекратява спасителните операции и заминава. Стотици немски моряци са оставени да умрат в морето.
По външния вид на „Бисмарк“ също има незначителни грешки. Когато шпионинът в Кристиансанд, Норвегия вижда линейния кораб да преминава през норвежки води, „Бисмарк“ е без видима маскировка. Всъщност, при плаването си край бреговете на Норвегия, „Бисмарк“ е с камуфлаж на райета по протежението на бордовете си, който е премахнат малко преди да продължи от Гримстадфиорд, където немските кораби изчакват подходящо облачно време. Претърпявайки значителни щети по време на сражението си с „Худ“ и „Принс оф Уелс“, предизвикали нахлуването на вода, носът на „Бисмарк“ едва се държи над морското равнище. Във филма обаче, носът на кораба остава на едно и също ниво – преди, по време и след битката.
„Бисмарк“ е посочен във филма като най-големия и най-мощния линеен кораб в света. Някои военни експерти разглеждат критично „Бисмарк“ заради остарелия дизайн, който е базиран на дизайна на линейните кораби клас „Байерн“ от времето на Първата световна война. 15-инчовите оръдия от главния калибър на кораба са надминати по размер от голям брой военни кораби, които имат 16-инчови оръдия или значително повече артилерия – например „Родни“ е въоръжен с 16-инчови оръдия, а на „Крал Джордж V“ са монтирани десет оръдия в три кули (в сравнение с осемте оръдия на „Бисмарк“, разположени в четири кули). Два бойни кораби са в процес на изграждане в Япония – „Ямато“ и „Мусаши“, които са по-големи от „Худ“ или „Бисмарк“ и имат 18-инчови оръдия и по-дебела броня. В Съединените щати два линейни кораба от клас „Айова“ – „Айова“ и „Ню Джърси“, са равни или по-добри от „Бисмарк“ по няколко показателя.